# ヘルブレヒティンゲン
ヘルブレヒティンゲン ( Herbrechtingen) は、ドイツ連邦共和国バーデン＝ヴュルテンベルク州ハイデンハイム郡に属す市である。この街はオストヴュルテンベルク地方に含まれる。

## 地理

### 市の構成
ヘルブレヒティンゲンは、ヘルブレヒティンゲン市区、ボルハイム市区、ビシンゲン市区、ハウゼン市区、アンハウゼン市区、エーゼルスブルク市区からなる。アンハウゼン市区を除き各市区はかつて独立した町村であり、同時にバーデン＝ヴュルテンベルク州自治体法で定義されるヴォーンベツィルク（直訳: 居住管区）でもある。
ビシンゲン市区とハウゼン市区は、他の市域と離れた南の飛び地に位置している。

### 土地利用
| 用途                 | 面積 (ha) | 占有率 (%) |
| -------------------- | --------- | ---------- |
| 森林                 | 2,341     | 39.9       |
| 農業用地             | 2,454     | 41.9       |
| 水域                 | 48        | 0.8        |
| レクリエーション用地 | 51        | 0.9        |
| 住宅地、空き地       | 246       | 4.2        |
| 工業・産業用地       | 151       | 2.6        |
| 交通用地             | 347       | 5.9        |
| その他               | 225       | 3.8        |
| 合計                 | 5,863     | 100.0      |

データは、バーデン＝ヴュルテンベルク州統計局の2023年現在の値による。

### 保護区
ヘルブレヒティンゲンには、エーゼルスブルガー・タール自然保護区がある。また、市域内には11の景観保護区がある。
ヘルブレヒティンゲンには、FFH-地区「ギンガー・アルプおよびエーゼルスブルガー・タール」やエーゼルスブルガー・タール鳥類保護区のそれぞれ一部も存在する。

## 歴史

### 19世紀まで
ヘルブレヒティンゲンで最も古い集落の痕跡は、ローマ時代のレンガ窯を持つ荘園跡である。

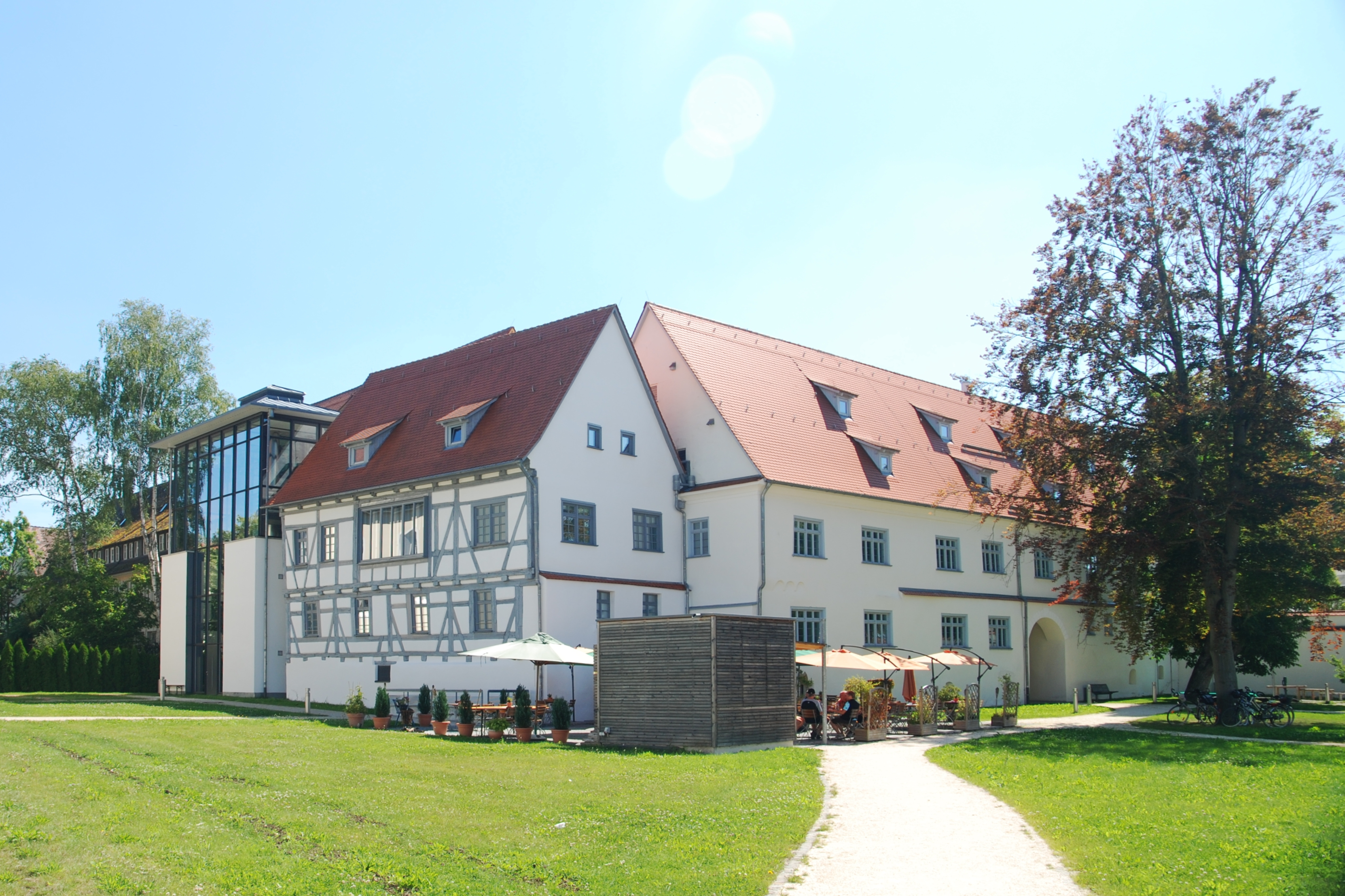
ヘルブレヒティンゲン修道院

ヘルブレヒティンゲンの歴史は、旧ヘルブレヒティンゲン修道院にまで遡る。ヘルブレヒティンゲンは774年に初めて文書に記録されている。それはカール大帝がサン＝ドニ修道院の院長フルラートに villa Hagrebertingas を寄進するという内容である。そこに後に修道院が創建された。1171年、皇帝フリードリヒ・バルバロッサはヘルブレヒティンゲン修道院に市場開催権を授けた。同時に修道院はアウグスティノ聖堂参事会の修道院となった。
ヘルブレヒティンゲン修道院は、1258年にヘルフェンシュタイン伯の、1356年からはハイデンハイム家の支配下に置かれた。ヘルブレヒティンゲンは1504年からヴュルテンベルクに属した。帝国都市ウルムの質権支配の間、1531年にこの街で宗教改革が始まった。1536年にウルリヒ公がこれを承認したが、アウクスブルク仮信条協定に基づき撤回された後、1552年にクリストフ公によって最終的に福音主義が確定した。修道院はヴュルテンベルクの軍事務所に改変された。三十年戦争時の復旧令に基づきヘルブレヒティンゲン修道院は、ヴェッテンハウゼン修道院から来た修道士らによって再びカトリックの修道会の所有となった。1633年、ヘルブレヒティンゲンはハイデンハイム領内に宿営していたスウェーデン軍によって略奪された。ネルトリンゲンの戦いでヴュルテンベルク公が敗北すると、勝利した皇帝軍はこの街を破壊した。1648年のヴェストファーレン条約によって、ヘルブレヒティンゲンを含め、以前ヴュルテンベルクの管理下にあった修道院はすべてヴュルテンベルク公に返還された。これにより再び福音主義のクロスターアムト（修道院管理局）が組織された。1741年から1749年までヨハン・アルブレヒト・ベンゲルがヘルブレヒティンゲンの牧師を務めた。
エルヒンゲンの戦いの翌日にあたる1805年10月15日、ヘルブレヒティンゲン周辺で、大将補フランツ・フォン・ヴェルナック麾下のオーストリア軍後衛部隊とルイ・クレアン将軍率いるフランス軍との間で戦闘が行われた。
ヴュルテンベルク王国の新たな行政組織の発効で1806年にクロスターアムト・ヘルブレヒティンゲンが廃止され、この街はオーバーアムト・ハイデンハイムに編入された。

### 20世紀から21世紀
1914年から1918年の第一次世界大戦の間にヘルブレヒティンゲンで118人の戦死者が出た。第二次世界大戦の死者は174人、行方不明は85人であった。ナチ時代、1938年4月25日のヴュルテンベルクの行政改革によってこの街はハイデンハイム郡に属すこととなった。第二次世界大戦後ヘルブレヒティンゲンはアメリカ占領地域の一部となり、新設されたヴュルテンベルク＝バーデン州に属すこととなった。この州は1952年に現在のバーデン＝ヴュルテンベルク州に再編された。1949年にヘルブレヒティンガー・ヴォーヒェンブラット（週刊紙）が創刊され、1953年に現行の新しい紋章が制定された。ヘルブレヒティンゲンは1974年に創建1200年祭を祝い、同年4月30日にいシュタット（市）に昇格した。
新しい修道院の文化センターが4年の工期を経て2002年9月13日に完成し、その1年後の2003年6月18日に計画から50年かかったバイパス道路が開通した。

### 町村合併
- 1928年　エーゼルスブルク
- 1972年3月1日　ボルハイム（アンハウゼン地区を含む）[8]
- 1972年4月1日　ビシンゲン・オプ・ロンタール[9]
- 1973年4月15日　ハウゼン・オプ・ロンタール[7]

## 住民

### 宗教

#### 宗教統計
Zensus 2011 によれば、2011年時点には住民の 40.6 % が福音主義、34.5 % がローマ＝カトリックを信仰しており、24.9 % がその他の宗教または無宗教あるいは無回答であった。カトリックや福音主義信者の数はこれ以後減少を続けており、2024年12月31日時点ではヘルブレヒティンゲンの総人口 13,343人に対して、プロテスタント 31.1 %（4,147人）、カトリック 25.8 %（3,439人）、その他の宗教あるいは無宗教 43.1 %（5,757人）であった。

## 行政

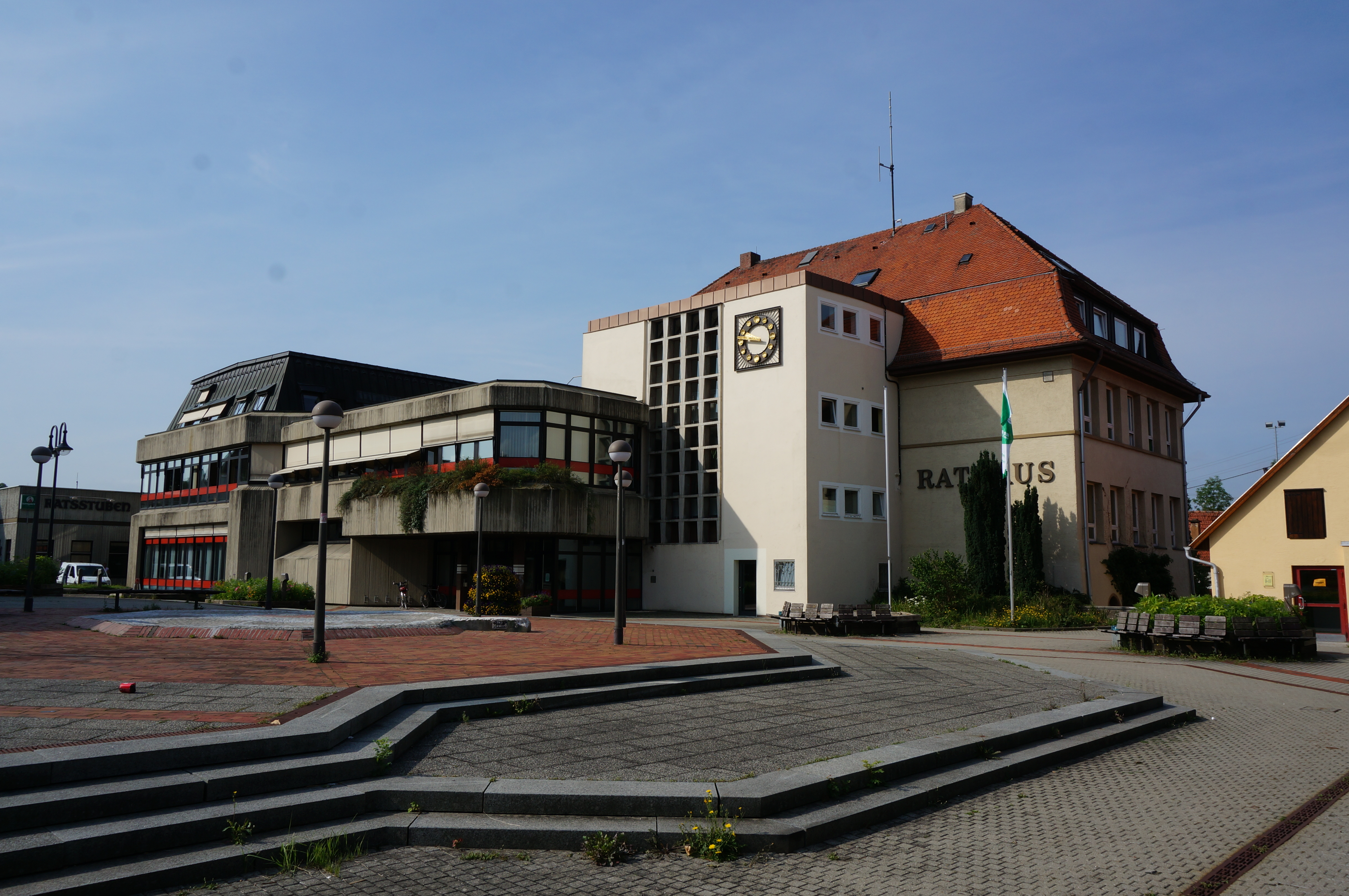
ヘルブレヒティンゲン市庁舎

### 議会
ヘルブレヒティンゲンでは、市議会議員は Unechte Teilortswahl と呼ばれる選挙方式で選出される。この選挙方式では超過議席が生じるため、議席数は選挙結果ごとに異なる。2024年の選挙では25人の議員（2019年の選挙では22人であった）が選出された。議会はこれらの名誉職の議員と議長を務める市長で構成される。市長は議会における投票権を有している。

### 首長

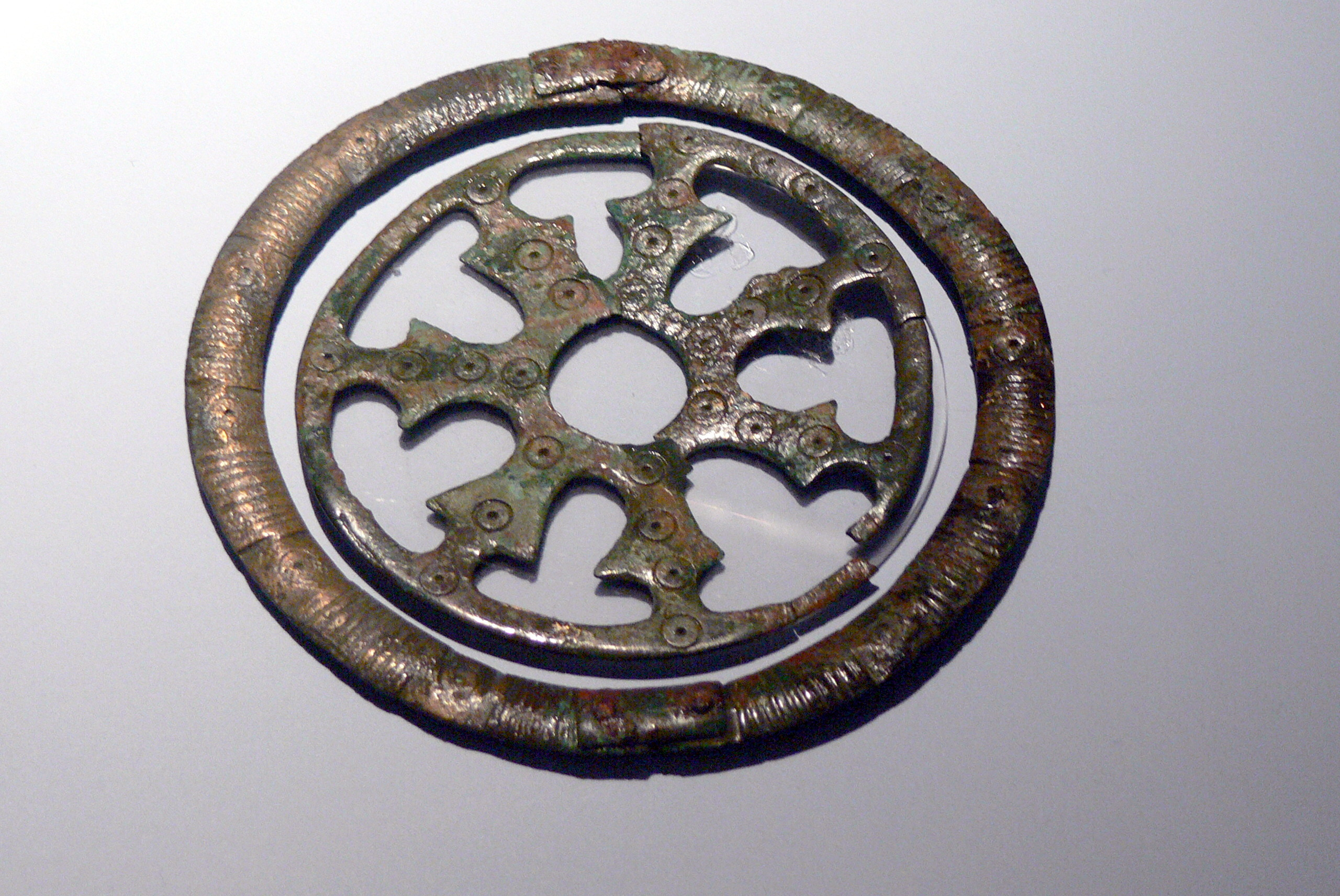
ヘルブレヒティンゲンから出土したアレマンの装飾ディスク

- 1945年 - 1948年: ヒュプナー（暫定代行）
- 1948年 - 1971年: オスカー・モーツァー
- 1971年 - 1995年: ペーター・キーフナー
- 1995年 - 2019年: ベルント・ジップレ
- 2019年 - : ダニエル・フォクト

フォクトは、2019年3月の選挙で 53.3 % の支持票を獲得して市長に選出された。この選挙の投票率は 49.2 % であった。

### 紋章
図柄: 黒い縁取りのある赤-銀（白）の市松模様2列の逆斜め帯（向かって右上から左下）で赤地と銀地に分割。地の中にはそれぞれ反対側の色でアレマン装飾ディスク（8本スポークの輪）が描かれている。
解説: 1923年から1953年まで市の印章には、色が不確定な紋章が用いられていた。頂部には774年に創設された修道院を示す修道院長の杖が横たえられており、左右二分割された主部の、向かって左に歯車、向かって右に犂が描かれていた。これは工業と農業を表していた。現在の紋章は、かつての修道院の紋章から採られた市松模様の斜め帯とこの街空の出土品を象ったアレマンの装飾ディスク2枚がデザインされている。
市議会で採択されたこの紋章は、1953年3月9日に州政府の認可を得た。

### 姉妹都市
- ビアトルバギー（ハンガリー語版、英語版）（ハンガリー、ペシュト県）1989年[15]

この他に以下の都市とも交流を続けている。
- モシュノフ（チェコ語版、英語版）（チェコ、モラヴィア・スレスコ州）1977年
- Karawukowo（セルビア）1984年
- Horná Štubňa（スロバキア、ジリナ県）1986年

## 経済と社会資本

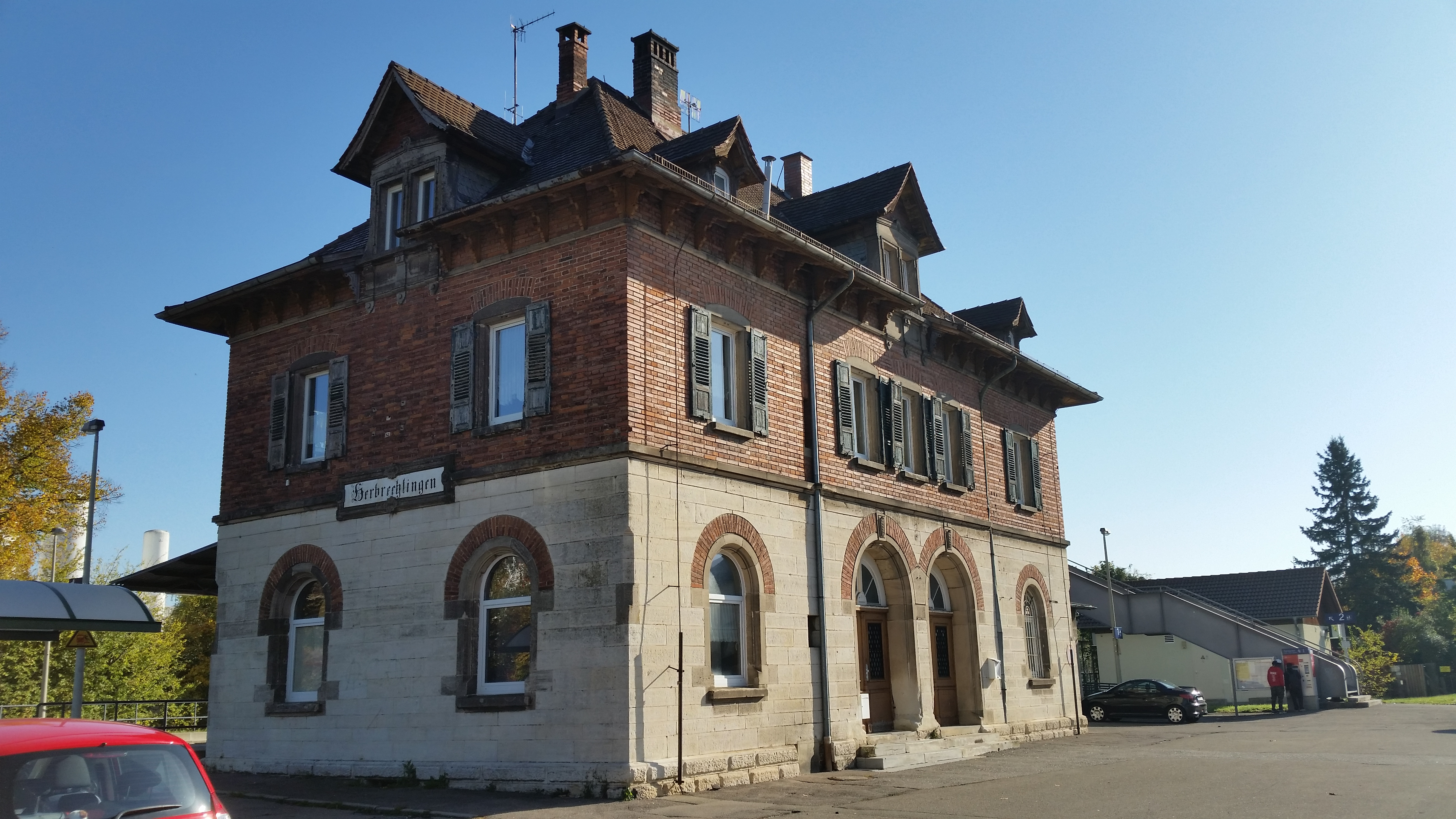
ヘルブレヒティンゲン駅

### 交通
ヘルブレヒティンゲンは、連邦アウトバーン7号線（フレンスブルク - フュッセン）を介して全国道路網と、連邦道492号線（ヘルマリンゲンへ）と連邦道19号線で地方道路網に接続している。
鉄道アーレン - ウルム線で鉄道網につながっている。
バス交通はハイデンハイム交通協会によって運営されている。
ホーエンローエ＝オストアルプ＝ヴェークはローテンブルク・オプ・デア・タウバーからシュヴェービシェ・アルプを経由してドナウ河畔のウルムに至る広域自転車道である。

### 地元企業
ヘルブレヒティンゲンとその周辺には主に中小企業が存在している。有名な企業としては、ハルトマン（医療用テープ）、オスラム（照明器具）がある。この他にシュラッテラー、シュタール、ラートゲーバーという3社の織布企業がある。隣町のギンゲンと共同でインダストリーパーク A7 が建設されており、将来的にはさらに多くの企業が進出することが予測される。
ヘルブレヒティンゲンには、2004年からヨーロッパで最も近代的で最大級のバイオマス発電所がある（燃料出力: 最大 50 MW、電力出力: 最大 15 MW、熱出力: 最大 25 MW）。製材の副産物を現地利用することで、年間延べ2000台分のトラック輸送が削減されている。シュトゥルム社はヘルブレヒティンゲンに製材所を有していたが2011年に操業を停止した。2006年に稼働を開始した JRS レッテンマイアー＆ゼーネのペレット工場（南ドイツ最大級）もシュトゥルム社の製材副産物の恩恵を受けていた。

### 教育
中核市区には、ビューゲン＝ギムナジウムやゲマインシャフツシューレ・ビプリスに加えてヴァルトベルク基礎課程学校がある。現在の社会教育専門学校の前身にあたる旧福音主義フレーベルセミナー・シュトゥットガルトは、キリスト教福音主義幼児教育者養成学校としてヘルブレヒティンゲンで創設された。ボルハイムには基礎課程・養護学校が、ビシンゲンには基礎課程学校がある。2005年からはビューゲン＝ギムナジウムの近くに精神・身体障害児童のためのピストリウス＝シューレが存在する。

## 文化と見どころ

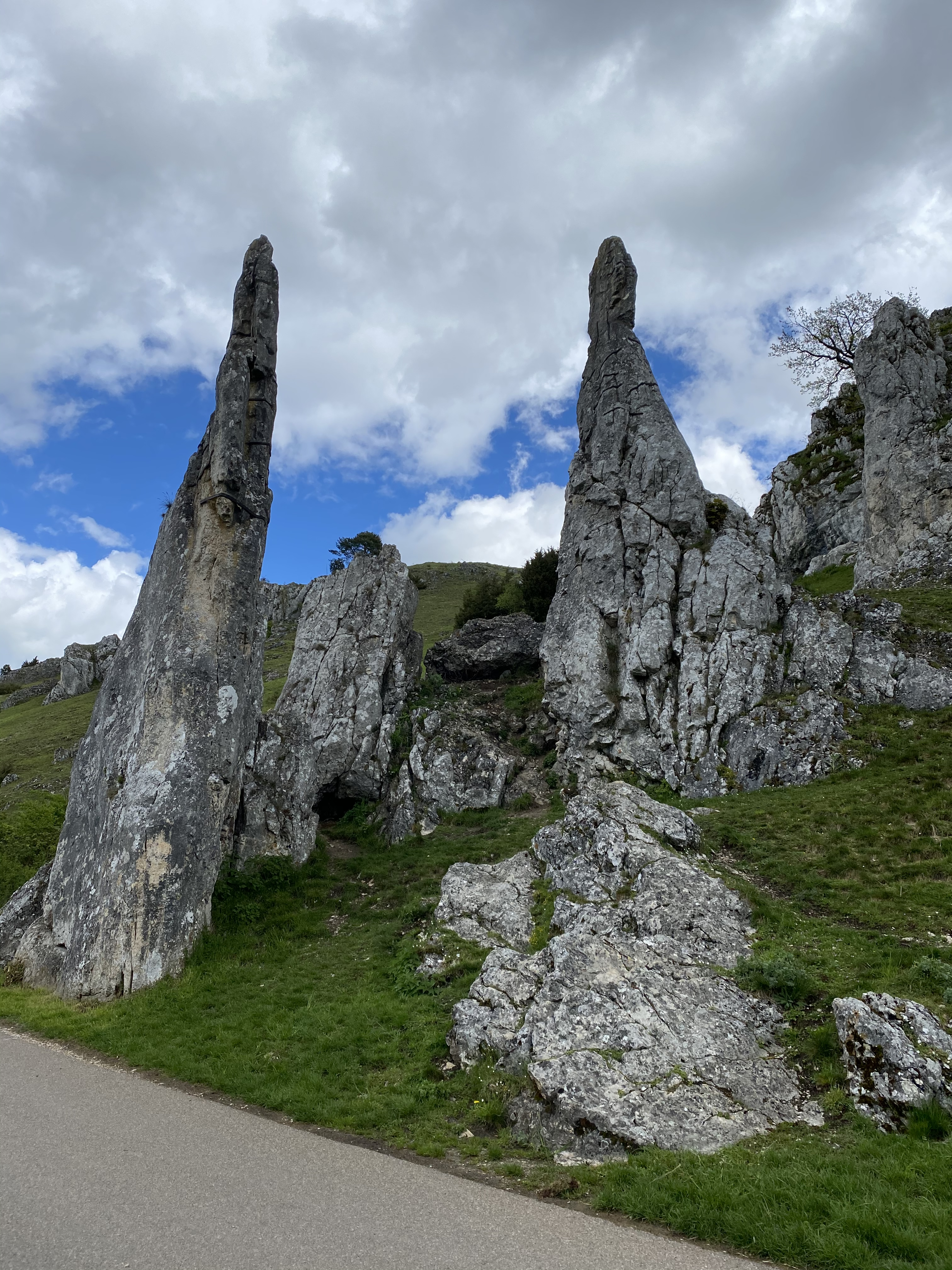
シュタイネルネ・ユングフラウ

### 博物館
- 歴史的木組み建築に入居している郷土博物館

### 建築
- 文化センターが入居するヘルブレヒティンゲン修道院

### 自然文化財
- 「シュタイネルネ・ユングフラウ（直訳: 石になった乙女たち）」（「罪深き乙女たち」とも呼ばれる）があるエーゼルブルガー・タール
- ボルハイム市区の西にあるハーゼンロッホ景観保護区
- ローネタール

## 人物

### 出身者
- アルブレヒト・ウンゼルト（1905年 - 1995年）天体物理学者。

### ゆかりの人物
- ヨハン・アルブレヒト・ベンゲル（1687年 - 1752年）聖書学者。1741年から福音主義ヘルブレヒティンゲン修道院の修道院長を務めた。

## 関連図書
- Christoph Friedrich von Stälin, ed (1844). “Gemeinde Herbrechtingen”. Beschreibung des Oberamts Heidenheim. Die Württembergischen Oberamtsbeschreibungen 1824–1886. Band 19. Stuttgart / Tübingen: Cotta’sche Verlagsbuchhandlung. pp. 214–225
- Woisch no…?: Herbrechtingen 1900–2000. Horb am Neckar: Geigerdruck. (2000). ISBN 978-3-89570-693-6
- Gerhard Köbler (2007). Historisches Lexikon der Deutschen Länder. 7. München: Beck. p. 269
- Guenter Schmitt, Martina Fischer, ed (2003). Kulturzentrum Kloster Herbrechtingen. Stuttgart: Theiss. p. 183. ISBN 978-3-8062-1886-2
- Reinhard Breymayer (2004 [2005]), “99: Johann Christian Hiller und Justinus Kerners Vetter Johann Gottfried Mayer: Zwei Maulbronner Klosterprofessoren des jungen Hölderlin”, Stuttgarter Arbeiten zur Germanistik (Stuttgart: Verlag Hans-Dieter Heinz, Akademischer Verlag) (423):  pp. 111–142